# توماس بريزويلا
توماس بريزويلا (بالإسبانية: Tomás Brizuela)‏ هو عسكري أرجنتيني، ولد في 1800م في لا ريوخا في الأرجنتين، وتوفي في 20 يونيو 1841م في Sañogasta ‏ في الأرجنتين.